# 7Cgy busz (Budapest)
A budapesti 7C (gyors 7C) jelzésű autóbusz a Fővám tér és Albertfalva, Forgalmi utca között közlekedett. A vonalat a Budapesti Közlekedési Rt. üzemeltette. Csak munkanapokon, csúcsidőben közlekedett, a Fővám tér és Kelenföld, városközpont között gyorsjáratként járt.

## Története
2003. március 31-étől augusztus 19-éig a 4-es metró Bocskai úti aluljárójának építése miatt, a 7A busz tehermentesítése érdekében közlekedett a Fővám tér és Albertfalva, Forgalmi utca között.

## Útvonala
| Albertfalva, Forgalmi utca felé                                                                                                 | Fővám tér felé |
| --- | --- |
| Fővám tér vá. – Szabadság híd – Szent Gellért tér – Bartók Béla út – Tétényi út – Sáfrány utca – Albertfalva, Forgalmi utca vá. | Albertfalva, Forgalmi utca vá. – Sáfrány utca – Tétényi út – Bartók Béla út – Szent Gellért tér – Szent Gellért rakpart – Erzsébet híd – Szabad sajtó út – Ferenciek tere – Kossuth Lajos utca – Astoria – Múzeum körút – Kálvin tér – Vámház körút – Fővám tér vá. |

## Megállóhelyei
| 0  | Fővám tér végállomás                      | 29 | 15, 47V, City 2, 2A, 47, 49 83                                      |
| ∫  | Kálvin tér                                | 27 | 9, 15, 47V, City 47, 49 83                                          |
| ∫  | Astoria                                   | 25 | 7, 7A, 9, 47V, 78 47, 49 74                                         |
| ∫  | Ferenciek tere                            | 22 | 5, 7, 7A, 7, 8, 15, 47V, 78, 112, 173, City 2, 2A                   |
| 4  | Szent Gellért tér                         | 17 | 7, 7A, 86, 47V, Tétény 18, 19, 47, 49                               |
| 7  | Móricz Zsigmond körtér                    | 15 | 3, 3, 7, 7A, 7, 27, 40, 40, 40E, 53, 153, 173 6, 18, 19, 47, 49, 61 |
| 14 | Kelenföld, városközpont                   | 8  | 7, 7A, 7, 14, 103, 114, 173                                         |
| 15 | Puskás Tivadar utca (↓) Bikszádi utca (↑) | 6  | 7, 7A                                                               |
| 16 | Bornemissza tér                           | 5  | 7, 7A, 173                                                          |
| 18 | Csurgói út                                | 4  | 7A                                                                  |
| 19 | Nyírbátor utca (↓) Kiskőrös utca (↑)      | 3  | 7A                                                                  |
| 20 | Herend utca                               | 2  | 7A                                                                  |
| 21 | Fonyód utca                               | 1  | 7A                                                                  |
| 22 | Albertfalva, Forgalmi utca végállomás     | 0  | 7A, 41V, 47V, 47V 47 Budafok-Albertfalva                            |